# Himérios (amiral byzantin)
Pour les articles homonymes, voir Himérios.
L'amiral Himerios, oncle de Zoé Carbonopsina, était un amiral byzantin du Xe siècle, durant le règne de Léon VI le Sage.

## Biographie
On ne connaît rien des premières années de sa vie. Himérios est l'époux de la sœur de Zoé Carbonopsina, la maîtresse et ensuite quatrième femme de Léon VI le Sage. Sa carrière est le résultat direct de cette union.
Tout d'abord protasekretis, il est nommé à la tête de la flotte (drouggarios) en 904. À cette époque, une flotte musulmane dirigée par Léon de Tripoli se dirige vers Constantinople et a déjà repoussé les Byzantins dirigés par le drongaire Eustathios. Ce dernier est remplacé par Himérios qui ne possède aucune expérience en matière militaire. Les deux flottes se rencontrent près de Thasos, mais les Byzantins refusent le combat. Les Arabes se retrouvent libres de pouvoir piller Thessalonique, la deuxième plus grande ville de l'Empire, avant de revenir en terre musulmane sans être inquiétés.
Le jour de la Saint Thomas (le 9 octobre) 906, Himérios réussit à infliger sa première défaite aux Arabes,, et c'est probablement à cette occasion qu'il est récompensé en devenant logothète du drome (un poste équivalent à celui de premier ministre). Une autre victoire suit en 909, et l'année d'après, Himérios débarque à Chypre, qui constituait un territoire démilitarisé depuis plusieurs siècles et fonctionnait comme un condominium avec le califat. La prise de l'île permet à Himérios de diriger une expédition sur les côtes syriennes. Laodicée est mise à sac tandis que son arrière-pays est pillé et que de nombreux prisonniers sont faits avec de faibles pertes. La reprise de cette île n'est que temporaire car, dès l'année 911 ou 912, Damien de Tyr prend l'île d'assaut et le statut précédent est restauré.
À l'automne 911, Himérios tente de reprendre la Crète. Il dirige une flotte de 177 dromons avec 43 000 hommes et met le siège devant la capitale de l'île Candie. Ce siège dure six mois avant que n'arrive la nouvelle de la mort de l'empereur. En conséquence, Himérios met fin à ce siège infructueux et prend le chemin du retour. Néanmoins, alors que la flotte arrive à proximité de Chios, elle tombe dans une embuscade arabe tendue par Léon de Tripoli et Damien de Tyr et les Byzantins subissent une déroute complète tandis qu'Himérios ne s'en sort que de justesse. À la suite de cette défaite et de la mort de Léon VI, il est rejeté par le nouvel empereur Alexandre et exilé au monastère de Kamba où il meurt six mois plus tard,.